# Libertære Socialister
Libertære Socialister (forkortet LS) var en dansk anarkistisk, venstreradikal organisation, der blev stiftet den 8. november 2009 på sit tredje indledende stormøde i Horsens og arbejdede ud fra en anti-kapitalistisk, revolutionær, libertær socialistisk platform. Disse grupper var knyttet sammen i en føderation, som nærmere beskrevet i organisationens regler.
Libertære Socialister beskrev sig selv på deres hjemmeside som "en føderation af selvstændige lokalgrupper, som søger at fremme kampen for den libertære socialisme: et statsløst socialistisk rådssamfund baseret på føderalisme og direkte demokrati.". I omtalen af det revolutionære aspekt gives der udtryk for, at bevægelsens mål ikke kan nås gennem de etablerede demokratiske samfundsinstitutioner, men kræver en social revolution. Gruppen var erklæret militant og agiterede bl.a. for anvendelse af metoder som blokader, sabotage og direkte aktion. LS blev i foråret 2017 nedlagt på grund af mangel på aktivitet.

## Organisationens aktiviteter
LS lokalgrupper arrangerede løbende foredrags- og debatmøder og involverede sig i politiske kampe og bevægelser vedrørende miljø og klima, faglige konflikter, anti-racisme, militarisme, kønspolitik osv. Under protesterne ved FN's klimakonference (COP15) i 2009 blev 913 anholdt i en masseanholdelse, og som en del af denne manøvre blev alle, der deltog i Libertære Socialisters blok i demonstrationen, anholdt. Mange af de anholdte lagde siden sag an for uberettiget anholdelse. Sagen endte med at anholdelserne blev kendt ulovlige, og politiet blev dømt til at udbetale erstatninger. I forbindelse med arbejderbevægelsens 1. maj møder i 2013 deltog LS i protester imod den politik, som Socialdemokraterne og Socialistisk Folkeparti havde ført siden regeringsskiftet i 2011. Protesterne havde den effekt at talere fra Socialdemokraterne og SF flere steder (bl.a. i København, Aalborg og Aarhus) måtte afbryde deres taler før tid. I starten af 2015 havde LS lokalgrupper i København, Odense og Aalborg.

## Føderationens magasin: Direkte Aktion
LS udgav magasinet Direkte Aktion, som begyndte at udkomme i februar 2011.

## Internationalt samarbejde
Internationalt havde LS tilsluttet sig den såkaldte Anarkismo-erklæring og var med til at drive webportalen Anarkismo.net og forummet Anarchist Black Cat. LS deltog i Anarkismo-netværkets internationale konferencer og arbejdede sammen med de øvrige tilsluttede organisationer om fælles kampagner. Anarkismo-netværkets europæiske del har har oprettet EuroAnarkismo med det formål styrke det internationale samarbejde og den anarkistiske bevægelse i Europa. Med tilslutningen til Anarkismo-erklæring skrev LS sig ind i den platformistiske tradition i den internationale anarkistiske bevægelse. De fleste platformistiske organisationer er i dag sammensluttet i Anarkismo-netværket, som ikke betegner sig selv som en egentlig anarkistisk internationale, men ikke desto mindre i dag er den største internationale anarkistiske sammenslutning - større end de to egentlige anarkistiske internationaler; International of Anarchist Federations (IAF/IFA) og International Workers' Association (IWA/AIT).